# Schutzfaktor
Als Schutzfaktor (auch protektiver Faktor genannt) bezeichnet man einen umgebungsbezogenen oder persönlichen Faktor, der die psychische Wirkung von belastenden Umweltbedingungen oder anderen risikoerhöhenden Faktoren auf einen Menschen abpuffert.
Unter ansonsten gleich belastenden Umweltbedingungen (siehe Risikofaktoren) entwickeln manche Menschen eine psychische Störung, andere nicht. Schutzfaktoren werden in drei Gruppen geteilt: personale (z. B. Bewältigungsstrategien), familiäre (z. B. stabile emotionale Beziehung zu einer Bezugsperson) und soziale Schutzfaktoren (z. B. positive Schulerfahrungen).
Die Begriffe Schutzfaktoren und Ressourcen werden in vielen Bereichen synonym verwendet – so auch in der Resilienzforschung und der Suchtprävention.

## Klassifikation
Den Schutzfaktoren wird generell die schützende und unterstützende Eigenschaft zugeschrieben, wobei der Einfluss sowohl geschlechts-, alters- als auch situationsabhängig (vgl. Risikofaktoren) ist.
Die Faktoren, nach Art aufgeteilt, wobei sich familiäre und soziale Schutzfaktoren teils überschneiden, sind:
Person
- ein erstgeborenes Kind zu sein
- ein positives Temperament
- überdurchschnittliche Intelligenz
- positives Sozialverhalten
- positives Selbstwertgefühl
- aktive Stressbewältigung

Familie
- offenes, unterstützendes Familienklima
- familiärer Zusammenhalt
- positive Geschwisterbeziehung
- autoritativer Erziehungsstil in der Kindheit[7]

soziales Umfeld
- stabile emotionale Beziehung zu einer Bezugsperson
- Modelle positiver Bewältigung
- Erwachsene als Rollenbild
- soziale Unterstützung
- positive Freundschaftsbeziehungen
- positive Schulerfahrungen[8].